# Curva fractal

Construcción de la curva de Gosper

Una curva fractal es, en términos generales, un tipo de curva matemática cuya forma conserva el mismo patrón general de irregularidad, independientemente de cuánto se aumente el detalle con el que se representa, de manera que su gráfico posee una configuración fractal. Por lo general, no son rectificables, es decir, su longitud de arco no es finita, y cada fragmento del arco de la curva más largo que un solo punto tiene longitud infinita.
Un ejemplo extremadamente famoso es el contorno del conjunto de Mandelbrot.

## Curvas fractales en la naturaleza
Las curvas fractales y los patrones fractales están muy extendidos en la naturaleza, y se encuentran en elementos tan diferentes como el brócoli, la nieve, las patas de los gecos, los cristales de hielo o las trazas de los rayos.
Otros ejemplos comunes son la col romanesca, las dendritas formadas por algunos minerales, las hojas y las ramas de muchos árboles, la mariposa de Hofstadter, las figuras de Lichtenberg y las formas autoorganizadas.

## Dimensiones de una curva fractal

Animación con la vista ampliada del conjunto de Mandelbrot

La mayoría de las curvas matemáticas comunes (como las cónicas, o las descritas por los gráficos de la inmensa mayoría de las funciones matemáticas habituales) tienen dimensión uno, pero por poco intuitivo que pueda parecer, las curvas fractales tienen dimensiones diferentes, como se explica en el artículo dedicado a la dimensión fractal y en el Anexo:Fractales por dimensión de Hausdorff.

## Relación de las curvas fractales con otros campos
A partir de la década de 1950, Benoît Mandelbrot y otros han estudiado la autosimilitud de las curvas fractales y han aplicado la teoría de los fractales para modelar fenómenos naturales. En aquellos campos donde aparece la auto-semejanza, el análisis de estos patrones ha encontrado curvas fractales en disciplinas tan diversas como
1. Economía (ciencia económica)
2. Mecánica de fluidos
3. Geomorfología
4. Cuerpo humano
5. Lingüística

Como ejemplos, los "paisajes" revelados por microscopios en conexión con el movimiento browniano, el aparato circulatorio y formas de polímeros se relacionan todos con curvas fractales.

## Ejemplos
- Curva del manjar blanco
- Paradoja de la línea de costa
- Curva de De Rham
- Curva del dragón
- Fractal de la palabra de Fibonacci
- Copo de nieve de Koch
- Límite del conjunto de Mandelbrot
- Esponja de Menger
- Curva de Peano
- Triángulo de Sierpinski
- Árboles y fractales
- Función de Weierstrass